# Тэ Вэй
Тэ Вэй, другие варианты имени: Те Вей, Тэ Вей, Те Вэй (кит. трад. 特 偉, упр. 特 伟, пиньинь Te Wei, 22 августа 1915 — 4 февраля 2010), — китайский художник и аниматор. Лауреат международных и национальных кинофестивалей.

## Биография
Начал карьеру как художник-карикатурист в 1935 году. В 1937 году во время сопротивления японской оккупации в Шанхае художниками было создано общество «Спасение от гибели». Тэ Вэй являлся членом движения сопротивления, создавал пропагандистские маньхуа, которые участвовали во многих выставках. Руководил редакцией журнала «Чжаньдоу-Хуабао» (с кит. — ««Боевой иллюстрированный журнал»»), в котором публиковал свои работы.
С 1949 года Тэ Вэй руководил мультипликационной студией Нового Китая. В 1957 году мультипликационные студии были включены в состав Шанхайской киностудии. Тэ Вэй стал руководителем её мультипликационного отдела и был им до 1985 года (с перерывом).
Первый мультфильм «Спесивый генерал» (1956) снят им под влиянием школы Уолта Диснея.
С 1960 года стиль анимации Тэ Вэя испытывает сильное влияние художника Ци Байши. Мультфильм «Где же мама?» был предназначен для детей младшего возраста, но выполнен в стиле акварелей Ци Байши и гохуа, как галерея оживших рисунков. Анимация выполнена в национальной технике живописи тушью.
Снял в 1963 году мультфильм «Пастушья свирель» (совместно с Qian Jiajun), получил за него Приз Международного кинофестиваля в Оденсе в 1979 году. «Пастушья свирель» находится на 68 месте в списке 150 лучших анимационных лент, составленном на фестивале ЛАПУТА-2003 году в Токио.
Студия не проводила съёмок между 1967 и 1972 годами. Многие работы студии (в том числе «Пастушья свирель») были запрещены к показу в Китае до рубежа 1970—1980 годов. Уже за два года до начала Культурной революции, работы Тэ Вэя критиковали из-за того, что они не отражают идеологии классовой борьбы. Режиссёр был арестован, подвергнут пыткам, а затем отправлен на тяжёлые работы на свиноферме. Режиссёр рассказывал впоследствии:

«У меня в комнате был стол, а на нём — стекло. Я нарисовал на нём множество картин. А когда слышал звуки приближающейся стражи, стирал рисунки мокрой тряпкой. Я рисовал образы из своего воображения так, будто видел их наяву. Такая способность появилась у меня, благодаря работе в анимации. Позже, когда моя работа заключалась в том, чтобы кормить свиней (вместе с моим коллегой, другим аниматором А Да), я видел славных маленьких поросят и думал, как буду их рисовать и одушевлять, когда выберусь отсюда. Одной большой толстой свинье мы дали имя Ву Фа Сьянь в честь одного из Банды четырёх».
Об этом периоде китайской анимации был снят мультфильм российского режиссёра Дмитрия Геллера «Маленький пруд у подножия великой стены», посвящённый именно Тэ Вэю.
В 1985 году Тэ Вэй смог вернуться к мультипликации (сняв полнометражный фильм «Король обезьян покоряет демона» совместно с Lin Wen Xiao и Ding Xian Yan). Большое влияние на режиссёра оказала встреча с Полем Гримо в Париже в 1985 году. В 1988 году снял совместно с Yan Shanchun и Ma Kexuan мультфильм «Впечатления от гор и вод». Фильм рассказывает о старом музыканте, который обучает ребёнка, но состоит из пейзажей и изображений птиц, животных и рыб в движении, сопровождается исполнением сочинений на цине (китайском цитроподобном инструменте). Мультфильм был представлен на многих международных кинофестивалях и получил значительное число наград. Надежда режиссёра на свободное творчество тем не менее не оправдалась: развиваться в Китае стала не авторская, а индустриальная анимация. Больше режиссёр уже не снимал.
Получил Почётный приз в мае 1995 года на фестивале в Анси из рук Мишеля Осело. В 2005 году награждён за по совокупности заслуг за творчество Шанхайской студией, в честь юбилея был выпущен двойной DVD с его мультфильмами и дополнительными материалами о самом режиссёре.

## Фильмография
| Год  | Фильм                               | Китайское название | Награды                                                                  |
| ---- | ----------------------------------- | ------------------ | ------------------------------------------------------------------------ |
| 1956 | Спесивый генерал                    | 驕傲的將軍         |                                                                          |
| 1960 | Где же мама?, Головастики ищут маму | 小蝌蚪找媽媽       | Annecy International Animated Film Festival 1962 — Children’s Film Award |
| 1963 | Пастушья свирель                    | 牧笛               |                                                                          |
| 1964 | Хорошие друзья                      | 好朋友             |                                                                          |
| 1985 | Король обезьян покоряет демона      | 金猴降妖           |                                                                          |
| 1988 | Впечатления от гор и вод            | 山水情             | Montréal World Film Festival 1990 — Montréal Grand Prize (Short Films)   |

## Приложение
Музыка к мультфильму «Пастушеская свирель» принадлежит композитору Ву Инцзю, но основана на традиционных мелодиях и получила широкое распространение, воспринимаясь как фольклор: